# الهام حسین
الهام حسین (زاده ۲۳ مه ۱۹۵۵) مدافع سلامت، چهره سرشناس و سیاستمدار مالدیویی است که از سال ۲۰۱۲ تا ۲۰۱۳ ریاست‌جمهوری محمد وحید حسن بعنوان بانوی اول مالدیو خدمت کرد. او رئیس انجمن اوتیسم مالدیو است.